# Isabella Camera d'Afflitto
Isabella Camera d'Afflitto (Salerno, 1948) è un'arabista e traduttrice italiana.
Considerata fra i massimi studiosi della lingua araba, è professore ordinario di  Letteratura araba moderna e contemporanea alla Sapienza di Roma.

## Biografia
Nel 1978 inizia il suo insegnamento presso l'Istituto per l'Oriente di Roma, e tre anni dopo diviene docente in lingua araba all'Università degli Studi di Perugia; inoltre, negli stessi anni è nominata ricercatrice alla Scuola di Studi Islamici nell'Istituto Universitario Orientale di Napoli.
Successivamente, prosegue la sua carriera accademica nello stesso Istituto, ottenendo poi anche la cattedra di Lingua e Letteratura araba in quell'Università, prima di trasferirsi alla Sapienza di Roma.
Membro del Comitato Scientifico di Oriente Moderno e del Consiglio d'Amministrazione dell'Istituto per l'Oriente Carlo Alfonso Nallino di Roma, responsabile della sua collana "Traduzioni, studi e ricerche sulla Nahḍa", dal 2012 al 2014 è stata Presidente dell'European Association for Modern Arabic Literature (Euromal); inoltre  è stato membro della International Jury of the International Prize for Arabic Fiction (Booker Prize: https://arabicfiction.org/en/Isabella-Camera-D%27Afflitto), nonché consulente del Comune di Roma per la creazione di alcune biblioteche multietniche.
Fondatrice della collana "Scrittori Arabi Contemporanei" (per la casa editrice Jouvence), ha fatto parte della Commissione Premi nazionali per la traduzione del Ministero per i Beni e le Attività Culturali.
Fra le numerose opere, ricordiamo le traduzioni dei romanzi di Ghassan Kanafani, tra i quali "Uomini sotto il sole" e "Ritorno ad Haifa" (edizioni lavoro) (http://www.edizionilavoro.it/catalogo/narrativa/manufacturer/ghassan-kanafani).
Nel 1989 le è stato conferito il Premio Calabria, e sei anni dopo le viene assegnato il Premio San Gerolamo dell'Associazione Italiana Traduttori e Interpreti.
Nel 2006, grazie alle sue capacità nella lingua araba, ha vinto il premio Grinzane Cavour (nella sezione Traduzione).

## Opere principali

### Articoli su riviste
- Sulla narrativa dei territori occupati, in "Oriente Moderno", LXVI, 1986
- The Arabic Literatures of the Maghreb: Recovery of Tradition or Response to Cultural Hegemony?, in "Oriente Moderno", XVII, 1997

### Studi e manuali
- Scrittori arabi del Novecento, 2 voll., Bompiani, Milano 1994.
- Letteratura araba contemporanea dalla nahḍah a oggi, Carocci, Roma 1999. Nuova Edizione 2007.
- Cento anni di cultura palestinese, Carocci, Roma 2007.
- Antologia della letteratura araba contemporanea, Carocci, Roma, 2015 (con: A. Salem e M. Avino).

### Contributi a opere di altri autori
- A. Rihani, Juhan, cura e traduzione di F. Medici, prefazione di I. Camera d'Afflitto, Stilo Editrice, Bari 2019.